# قرقف أزرق أوراسي
قرقف أزرق أوراسي (الاسم العلمي: Cyanistes caeruleus) (بالإنجليزية: Eurasian Blue Tit)‏ هو طائر ينتمي إلى (فصيلة: Paridae).